# Kinesisk filosofi

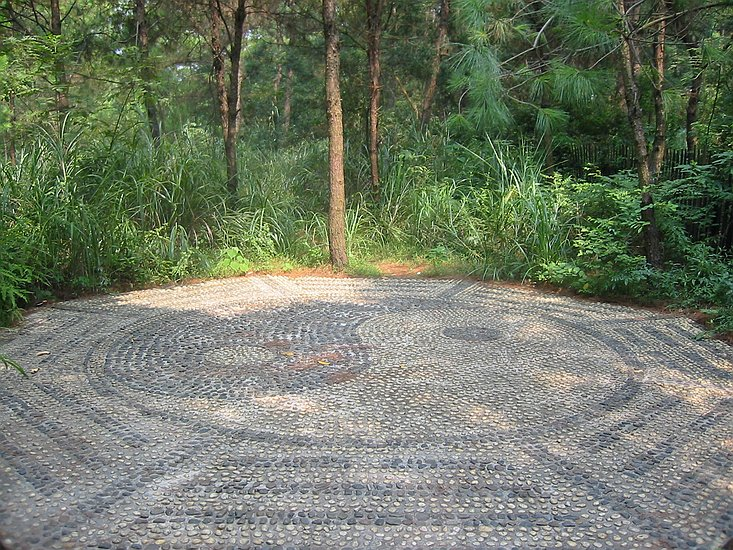
Yin och yang och Bagua symbol i en stenlagd glänta utanför Nanning City i provinsen Guangxi, Kina.

Kinesisk filosofi är omfattande och sträcker sig över 2 500 år tillbaka i tiden. Många av de kinesiska tankeskolorna har sina rötter i den oroliga tiden i slutet av Zhoudynastin, exempelvis konfucianism, moism, daoism, legalism, och ordskolan. Senare filosofiska riktningar inkluderar bland annat neokonfucianism, buddhistisk filosofi och olika försök till synkretism av tidigare tankesystem. Några äldre filosofer värda att nämna är konfucianerna Konfucius, Mencius, och Xun Zi, de daoistiska exemplen Lao Zi, Zhuang Zi och slutligen moismens grundare, Mo Zi.

## Skolor

### Konfucianism
- Konfucius
- Mencius
- Xun Zi

### Moism
- Mozi

## Viktiga verk
- Spådomsboken
- Vår och höstannalerna
- Östra inskriften
- Västra inskriften

## Begrepp
- De fem banden
- Yin och Yang
- Li och Qi
- De tiotusen tingen